# Municipio de Shawnee (condado de Cape Girardeau)
El municipio de Shawnee (en inglés: Shawnee Township) es un municipio ubicado en el condado de Cape Girardeau en el estado estadounidense de Misuri. En el año 2010 tenía una población de 3910 habitantes y una densidad poblacional de 16,34 personas por km².

## Geografía
El municipio de Shawnee se encuentra ubicado en las coordenadas 37°30′39″N 89°35′41″O / 37.51083, -89.59472. Según la Oficina del Censo de los Estados Unidos, el municipio tiene una superficie total de 239.29 km², de la cual 233.78 km² corresponden a tierra firme y (2.3%) 5.51 km² es agua.

## Demografía
Según el censo de 2010, había 3910 personas residiendo en el municipio de Shawnee. La densidad de población era de 16,34 hab./km². De los 3910 habitantes, el municipio de Shawnee estaba compuesto por el 97.14% blancos, el 0.41% eran afroamericanos, el 0.23% eran amerindios, el 0.31% eran asiáticos, el 0.05% eran isleños del Pacífico, el 0.18% eran de otras razas y el 1.69% pertenecían a dos o más razas. Del total de la población el 0.69% eran hispanos o latinos de cualquier raza.